# Synagoga w Zamościu (ul. Daniłowskiego)
Synagoga w Zamościu – prywatny dom modlitwy znajdujący się na Starym Mieście w Zamościu, na rogu ulicy G. Daniłowskiego i placu M. Stefanidesa.
Synagoga została zbudowana w połowie XIX wieku. Podczas II wojny światowej, hitlerowcy zdewastowali synagogę. Obecnie budynek synagogi jest wykorzystywany do innych celów.